# Mi Delirio World Tour
Mi Delirio World Tour foi a segunda turnê realizada pela cantora e atriz mexicana Anahí. A turnê foi usada para promover o seu quinto álbum de estúdio, Mi Delirio (2009), e teve início em 3 de novembro de 2009 em São Paulo e foi finalizada em 24 de abril de 2011 em Querétaro.
A turnê obteve três fases: "Mi Delirio World Tour", "Mi Delirio World Tour Reloaded" e "Go Any Go".

## Antecedentes
Em setembro de 2009, Anahí anunciou que para mais divulgação deu seu próximo álbum, iria realizar uma turnê. Em outubro, Anahí postou em seu canal pessoal no YouTube um vídeo que mostra os ensaios da turnê, que começara em novembro. Durante uma entrevista para a revista mexicana Ok!, Anahí explicou que o figurino que utiliza em seus shows foram desenhados por ela mesma e confeccionado pelo design Gustavo Mata.
Em 01 de novembro, durante uma entrevista para a revista Adelante, Anahí falou sobre a turnê, que começou no Brasil: "me deixam louca, os-amo (os fãs), em 24 de de novembro sai o disco, mas dia 3 (de novembro) já começa a turnê, eles estão pedindo, então dizendo que querem o show, que não importa que não conheçam as músicas, estou muito feliz porque vamos fazer uma turnê sem pausa desde novembro até maio do ano que vem."
Em 10 de novembro, Anahí subiu em seu canal no YouTube um vídeo interpretando a canção "Claveles Importados". Em 12 de novembro, subiu um vídeo minutos antes de subir no palco durante o seu primeiro show no Brasil.

## Recepção

### Desempenho comercial

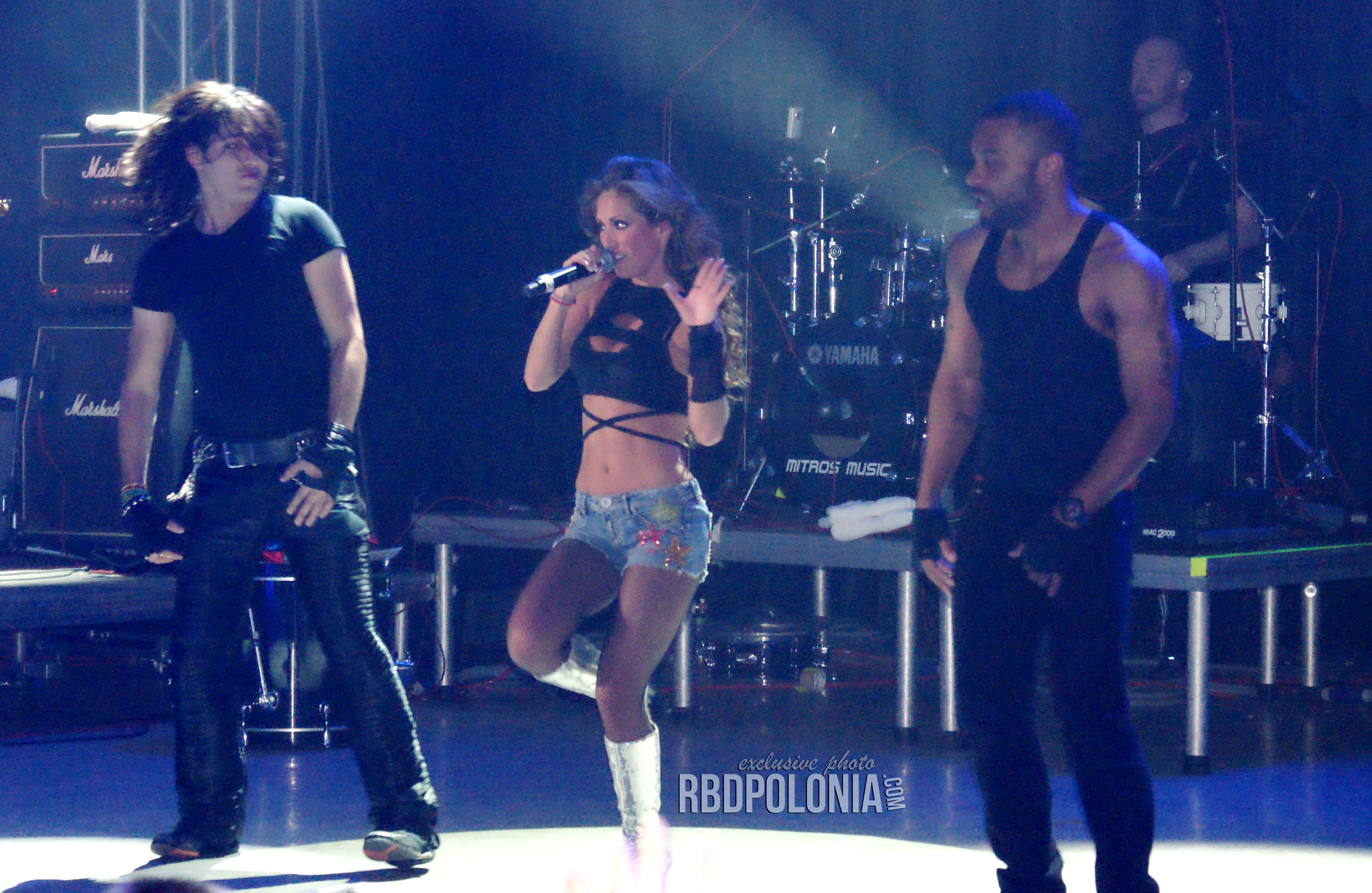
Anahí em Belgrado, Sérvia, em 10 de março de 2010.

De acordo com a Billboard, a turnê foi a sétima mais lucrativa do primeiro semestre de 2010, que em somente 10 shows, foi assistida por mais de 83 mil pessoas, arrecadando mais de 851 mil dólares.
Os shows em 09 de outubro no Rio de Janeiro e em 10 de outubro de 2010, em São Paulo, foram completamente esgotados, sendo vendidos todos os ingressos em ambas cidades. Em novembro de 2010, começou a venda dos ingresos para o show em Zagreb, na Croácia, sendo esgotados ainda na pré-venda, sendo assim, foram disponibilizados mais ingressos.
A revista Quem anunciou que o primeiro lote dos ingressos para o show em São Paulo, realizado em março de 2011 já estavam esgotados, assim como também o lote do terceiro setor. Em 06 de abril de 2011, começou a venda dos ingressos para o show acústico em Monterrey, no México, dois dias antes do show os ingressos já estavam esgotados ambos para 15 mil pessoas.

### Críticas

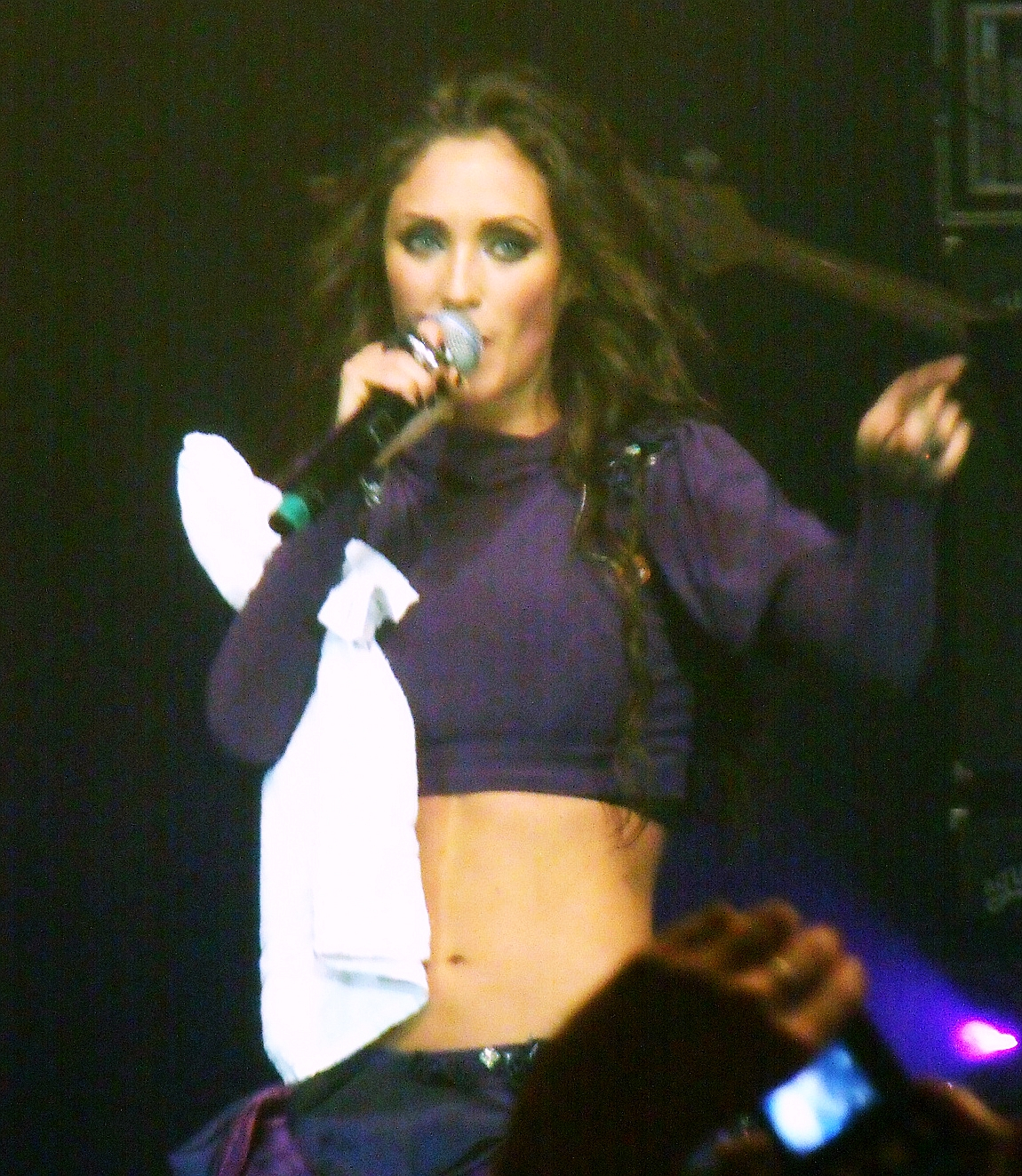
Anahí em São Paulo, em 10 de outubro de 2010.

Anna Carolina Cardoso do jornal Folha de S. Paulo , falou que dias antes do show, cerca de duas mil pessoas acampavam na frente do Vivo Rio para conseguir os melhores lugares. Sobre o primeiro show na Romênia, Oanna, do site iConcert falou: "Anahi teve um desempenho excepcional" complementando ainda "o show é completo de jogo de luzes e uma boa organização, vale a pena como artista musical, e sua etapa de interpretação." Ritmoson Latino argumentou sobre o show da cantora na Romênia: "Anahi ofereceu um show em Bucareste, capital da Romênia, onde os fãs se renderam aos seus pés e emocionados seguiram toda a apresentação", e ainda falou "apesar da diferença do idioma com esse país, surpreendeu em ver a muitos fanáticos cantar em partes as canções do seu ídolo". O diário Publimetro, sobre o show concebido pela cantora na Cidade do México, disse: Grande sucesso teve a cantora Anahi no show que ofereceu na Cidade do México, intitulado "Mi Delirio World Tour", na qual seus fãs lhe mostraram seu apoio incondicional ao cantar e dançar cada uma de suas canções". A revista brasileira Teens 180 comentou que Anahí arrasou em seu show no Brasil, dizendo que ela estava super sensual com um vestido curto, preto e de renda.
|                                                            |  |  |
| Anahí durante a terceira fase da turnê em São Paulo, 2011. |  |  |

Sobre seu show em Madri, o site espanhol EnLatino publicou: "um público 'entregado' vibrou com o show da artista mexicana, que mostrou que a sombra de "RBD" não pesa sobre ela". O site ainda falou que a cantora não foi a Espanha para passar despercebida, pelo contrario, "em seu show que celebrou -faz poucas horas- a mexicana demonstrou que não quer ser uma cantora de banda e muito menos uma sombra do RBD" e finalmente o site argumentou: "a cantora demonstrou que tem potencial para chegar longe nesse mundo difícil onde poucos sobrevivem". Sobre o show que a cantora ofereceu na Romênia, Cristiana Soare, do iConcert disse que: "Anahi brilhava através da exuberância e sobre tudo, do talento. A cantora subiu no palco sorrindo diante de um público muito entusiasmado".
A revista Para Todos falou sobre seus shows oferecidos no Brasil em 2011: "Ambas noites estiveram cheias de magia e talento". Sobre a interpretação da cantora com Christian Chávez, comentou: "O clima que ocasionou a presença desses supertalentos no palco foi único, pois estrearam a nível mundial o vídeo da canção "Libertad", no primeiro show, para os internautas pudessem ver-ló na internet horas depois [...] encerrando a noite de maneira espetacular que comprovou de novo a amizade e a união que existe entre esses ídolos jovens". Em novembro de 2011, Univision a incluiu na lista The Best of: Figurinos usados nas turnês, por seu vestido negro de viuvá negra utilizado durante a segunda fase da turnê.

## Informação

### Primeira fase: Mi Delirio World Tour

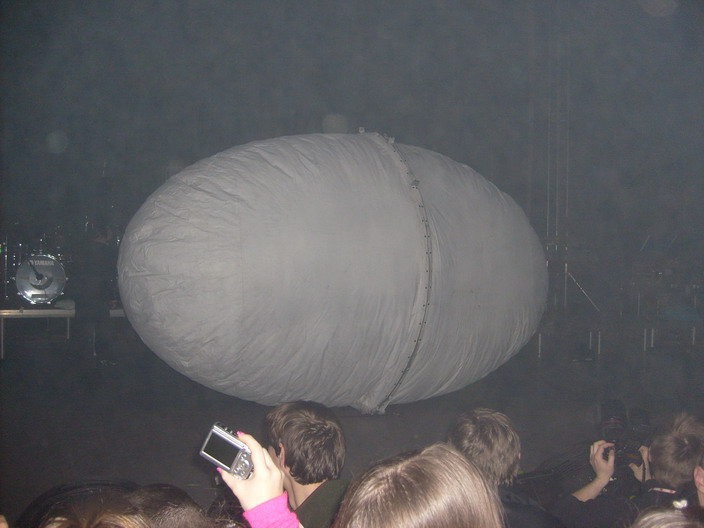
O casulo em que a cantora sai durante a abertura do show.

A turnê estreou em 3 de novembro de 2009, em São Paulo, no Brasil, com mais de 5 mil pessoas e teve seu fim em 25 de março de 2010 no Teatro Metropolitan, na Cidade do México.
Além de São Paulo, outras cidades brasileiras receberam a turnê, foram Rio de Janeiro em 5 e 6 de novembro e Fortaleza em 7 de novembro. Em 5 de dezembro, Anahí se apresentou em Buenos Aires, na Argentina e em 6 de dezembro, no Chile. Em 31 de janeiro de 2010, se apresentou pela primeira vez para mais de 20 mil pessoas em Caracas, na Venezuela.

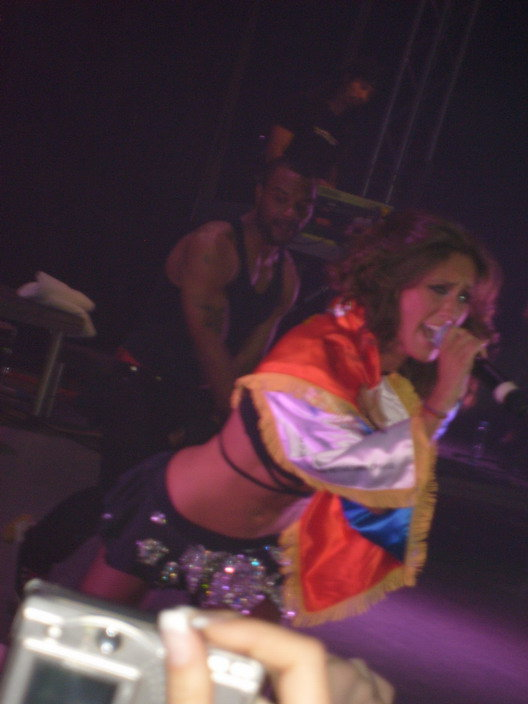
Anahí cantando "Hasta Que Me Conociste" na Servia, em 2010.

Em 6 de fevereiro, Anahi cantou pela primeira vez em El Salvador após o fim do grupo RBD, se apesentando no Teleton. Em 23 de fevereiro de 2010, esteve presente no Festival Internacional da Canção de Viña del Mar, onde apresentou canções do RBD e outras do seu álbum Mi Delirio. Em março, Anahí ofereceu em três shows na Europa, começando pela Servia em 10 de março, Eslovênia em 12 de março e Romênia em 13 de março. Nesse mesmo mês, cantou pela primeira vez no México após o fim do RBD. Foram três shows, um em Monterrey em 20 de março, outro em Guadalajara em 21 de março e terminando em 25 de março na Cidade do México, no Teatro Metropolitan, com a presença de vários convidados, entre eles, Amanda Miguel, com quem interpretou "Él Me Mintió", ambas vestidas de noiva. Mario Sandoval com quem cantou "Hasta Que Me Conociste" e com sua sobrinha Ana Paula a canção "Asi Soy Yo". Interpretou em cima de um carro alegórico cheio de flores gigantes, a canção "Te Puedo Escuchar", na qual compôs para seu amigo que morreu em um acidente de carro em 2007, no final da apresentação, Anahí não segurou as lagrimas. O dinheiro arrecadado nos três shows foi doado por Anahí as vitimas do Terremoto do Chile de 2010. Anahí publicou em seu canal no YouTube duas previews do show no Teatro Metropolitan e dois videos das canções "Probadita de Mi" e "Asi Soy Yo".
| “ | Será uma grande emoção cantar no meu país. Estou preparando um dos melhores shows da minha vida, e especialmente para apresentar aqui no México, pois sei que eles me receberam com todo amor e carinho. | ” |

A abertura da turnê esteve por conta do grupo mexicana Matute. No show, Anahí interpreta uma nova versão das canções "Superenamorándome" e "Desesperadamente Sola", ambas do álbum Baby Blue, lançado em 2000.

### Segunda fase: Mi Delirio World Tour Reloaded

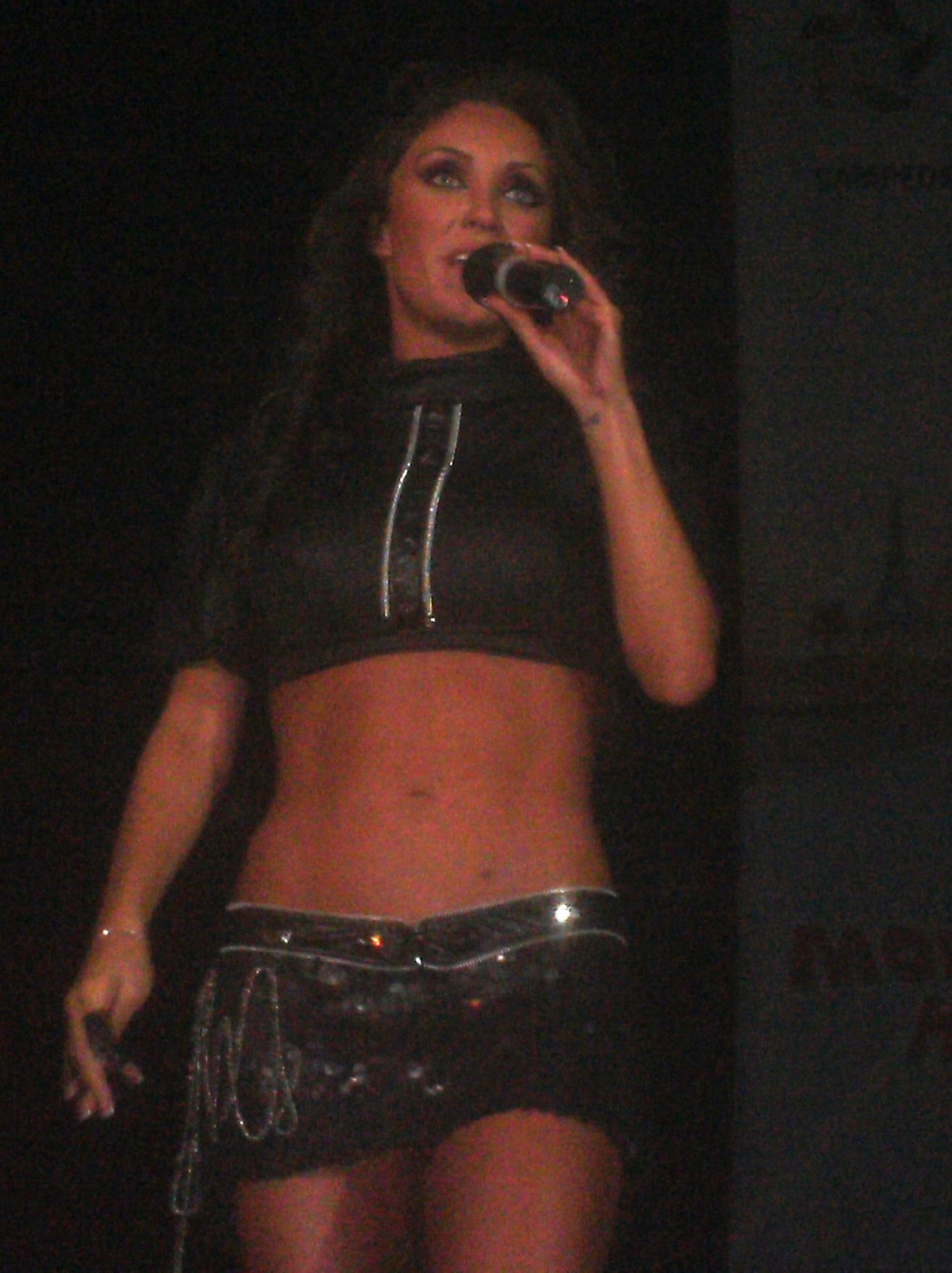
Anahí se apresentando em Buenos Aires, Argentina.

A segunda fase da turnê iniciou em 9 de outubro de 2010 no Rio de Janeiro, no Brasil e foi finalizada em 2 de março de 2011 em Veracruz, no México.
Em dezembro, a turnê passou pela Europa; o primeiro show foi em Madri em 11 de dezembro, o escritor brasileiro Paulo Coelho iria assistir o show, porém, por problemas com seu voo, não conseguiu chegar a tempo. O cantor Jaime Terrón, do grupo espanhol Melocos, participou da canção "No Te Quiero Olvidar". Outros países europeus que receberam a turnê foram Romênia, Croácia e Servia, em 17, 19 e 20 de dezembro, respectivamente. Todas essas apresentações contaram com a presença do cantor Penya, na canção "Te Puedo Escuchar".

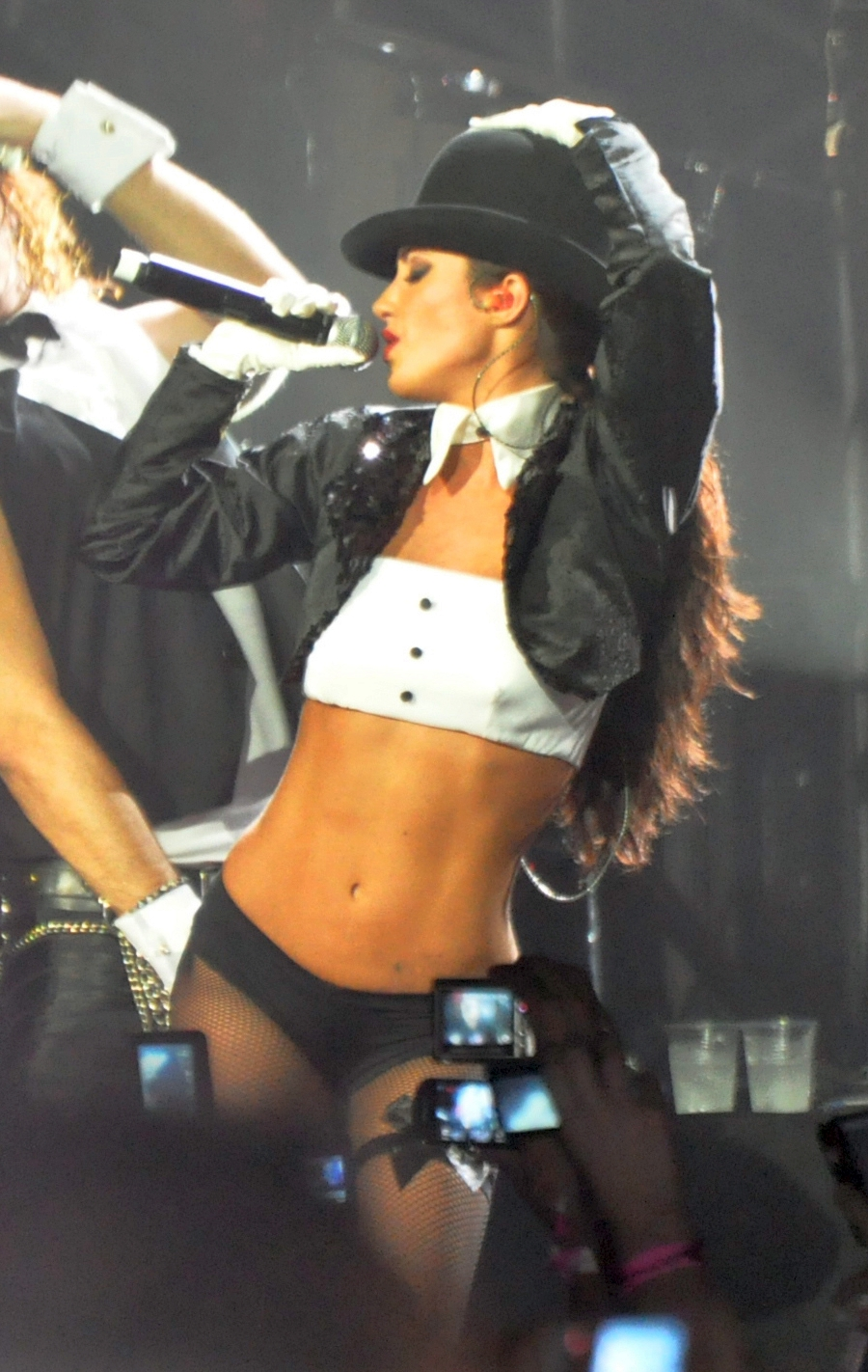
Anahí durante "Mi Delirio" em São Paulo, 2011.

O DVD da turnê foi gravado em São Paulo em 10 de outubro de 2010, para mais de 6 mil pessoas com data prevista para ser lançado em dezembro do mesmo ano, depois foi divulgado que seu lançamento seria em dezembro de 2011. O lançamento do DVD foi cancelado por motivos desconhecidos. Apesar do cancelamento, alguns vídeos do DVD se encontram no canal pessoal da cantora no YouTube, como "Pra Qué", "Mi Delirio", "Él Me Mintió" e "Alérgico".
Em 22 de janeiro de 2011, Anahí voltou a Venezuela, desta vez em San Cristóbal, cantando para mais de 22 mil pessoas. O último show foi realizado durante o "Carnaval de Veracruz", em Veracruz, no México, para mais de 15 mil pessoas.

### Terceira fase: Go Any Go
A terceira e última fase da turnê iniciou em 26 de março de 2011 em São Paulo e ainda passou pelo Rio de Janeiro no dia seguinte. Ambas apresentações contaram com a participação dos cantores Christian Chávez na canção "Libertad" e "Feliz Cumpleaños"; Noel Schajris em "Alérgico", "Entra En Mi Vida" e "Te Vi Venir" e Penya em "Te Puedo Escuchar". O último show da turnê aconteceu em 24 de abril em Querétaro, no México, sem a prensença de Chávez, Schajris e Penya.
A turnê não prosseguiu devido ao convite feito pelo produtor mexicano Emilio Larrosa para Anahí protagonizar a novela Dos Hogares.

## Repertório
Mi Delirio World Tour
1. "Mi Delirio"
2. "Desesperadamente Sola"
3. "Algún Día"
4. "Para Qué"
5. "Tal Vez Después"
6. "Te Puedo Escuchar"
7. "Como Cada Día" / "No Digas Nada"
8. "El Me Mintió"
9. "Just Breathe"
10. "Mala Suerte"
11. "Superenamorándome"
12. "Sálvame"
13. "Hasta Que Llegues Tú"
14. "Claveles Impotados"
15. "Me Hipnotizas"
16. "Así Soy Yo" / "Extraña Sensación" / "Desapareció"
17. "Hasta Que Me Conociste"
18. "Probadita de Mi"

- A canção "Just Breathe" foi interpretada somente no Brasil e na Argentina.
- A canção "Mala Suerte" foi interpretada somente no Brasil.
- A canção "Hasta Que Llegues Tú" foi interpretada somente no Chile.
- A canção "Me Hipnotizas" entrou no repertório a partir de 10 de março de 2010 na Sérvia.
- A cantora argentina Amanda Miguel interpretou a canção "El Me Mintió" junto com Anahí em 25 de março de 2010 na Cidade do México.
- O cantor mexicano Mario Sandoval interpretou a canção "Hasta Que Me Conociste" junto com Anahí em 25 de março de 2010 na Cidade do México.

Mi Delirio World Tour Reloaded
1. "Para Qué"
2. "El Me Mintió"
3. "Tal Vez Después"
4. "Desesperadamente Sola"
5. "Quiero"
6. "Ni Una Palabra"
7. "No Te Quiero Olvidar" / "Aleph" / "Sálvame" / "Hasta Que Llegues Tú"
8. "Te Puedo Escuchar"
9. "Superenamorándome"
10. "Claveles Importados"
11. "Alérgico"
12. "Hasta Que Me Conociste"
13. "Probadita De Mí"
14. "Pobre Tu Alma"
15. "Mi Delirio"
16. "Me Hipnotizas"

- A canção "Desesperadamente Sola" foi interpretada somente no Brasil e em 6 de novembro de 2010 em Tabasco.
- A canção "Ni Una Palabra" foi interpretada somente em 9 de outubro de 2010, no Rio de Janeiro.
- A canção "Hasta Que Me Conociste" foi interpretada somente em 10 de outubro de 2010 em São Paulo.
- A canção "Pobre Tu Alma" entrou na turnê a partir de 11 de dezembro de 2010 em Madrid.
- O cantor espanhol Jaime Terrón participou da canção "No Te Quiero Olvidar" em 11 de dezembro de 2010 em Madrid.
- O cantor mexicano Penya participou da canção "Te Puedo Escuchar" em 17, 19 e 20 de dezembro de 2010, 26 e 27 de março de 2011.

Go Any Go
1. "Pobre Tu Alma"
2. "Superenamorándome"
3. "Quiero"
4. "Feliz Cumpleaños"
5. "No Te Quiero Olvidar" / "Aleph" / "Hasta Que Llegues Tú"
6. "Te Puedo Escuchar"
7. "Gira La Vida"
8. "Él Me Mintió"
9. "Alérgico"
10. "Ni Una Palabra"
11. "Mi Delirio"
12. "Para Qué"
13. "Sálvame"
14. "Libertad"
15. "Me Hipnotizas"
16. "Chorando Se Foi"

- As canções "Feliz Cumpleaños", "Gira La Vida" e "Libertad" foram interpretadas somente no Brasil.
- A canção "Entra En Mi Vida" foi interpretada com o cantor argentino Noel Schajris após "Alérgico" somente em 26 de março de 2011, em São Paulo.
- A canção "Te Vi Venir" foi interpretada com o cantor argentino Noel Schajris após "Alérgico" somente em 27 de março de 2011, no Rio de Janeiro.
- O cantor mexicano Christian Chávez participou das canções "Feliz Cumpleaños" e "Libertad" em 26 e 27 de março de 2011.
- O cantor mexicano Penya participou da canção "Te Puedo Escuchar" em 26 e 27 de março de 2011.

## Datas
| Data                           | Cidade                | País                  | Local                          | Público               | Receita               |                       |
| Mi Delirio World Tour          | Mi Delirio World Tour | Mi Delirio World Tour | Mi Delirio World Tour          | Mi Delirio World Tour | Mi Delirio World Tour | Mi Delirio World Tour |
| ------------------------------ | --------------------- | --------------------- | ------------------------------ | --------------------- | --------------------- | --------------------- |
| 3 de novembro de 2009          | São Paulo             | Brasil                | HSBC Brasil                    | –                     | –                     |                       |
| 4 de novembro de 2009          | São Paulo             | Brasil                | Carioca Club                   | –                     | –                     |                       |
| 5 de novembro de 2009          | Rio de Janeiro        | Brasil                | Vivo Rio                       | –                     | –                     |                       |
| 6 de novembro de 2009          | Rio de Janeiro        | Brasil                | Scala Rio                      | –                     | –                     |                       |
| 7 de novembro de 2009          | Fortaleza             | Brasil                | Siará Hall                     | –                     | –                     |                       |
| 5 de dezembro de 2009          | Buenos Aires          | Argentina             | Luna Park                      | –                     | –                     |                       |
| 6 de dezembro de 2009          | Santiago              | Chile                 | Teatro Oriente                 | –                     | –                     |                       |
| 31 de janeiro de 2010          | Caracas               | Venezuela             | Hipódromo La Rinconada         | 15,000 / 15,000       | US$210,162            |                       |
| 19 de fevereiro de 2010        | Chihuahua             | México                | Expochihuahua                  | 3,000 / 3,000         | US$30,000             |                       |
| 10 de março de 2010            | Belgrado              | Sérvia                | Dom Sindikata                  | 1,265 / 1,600         | US$63,240             |                       |
| 12 de março de 2010            | Liubliana             | Eslovênia             | Tivoli Hall                    | 1,003 / 1,300         | US$57,362             |                       |
| 13 de março de 2010            | Bucareste             | Roménia               | Sala Palatului                 | 1,437 / 1,500         | US$74,890             |                       |
| 20 de março de 2010            | Monterrey             | México                | Auditorio Luis Elizondo        | 2,500 / 2,500         | US$133,174            |                       |
| 21 de março de 2010            | Guadalajara           | México                | Teatro Galerías                | 2,000 / 2,000         | US$114,776            |                       |
| 25 de março de 2010            | Cidade do México      | México                | Teatro Metropolitan            | 3,200 / 3,200         | US$147,656            |                       |
| 15 de setembro de 2010         | Los Angeles           | Estados Unidos        | Huntington Park                | –                     | –                     |                       |
| Mi Delirio World Tour Reloaded |                       |                       |                                |                       |                       |                       |
| 9 de outubro de 2010           | Rio de Janeiro        | Brasil                | Vivo Rio                       | –                     | –                     |                       |
| 10 de outubro de 2010          | São Paulo             | Brasil                | HSBC Brasil                    | –                     | –                     |                       |
| 6 de novembro de 2010          | Tabasco               | México                | Antro La Condesa               | –                     | –                     |                       |
| 1 de dezembro de 2010          | Buenos Aires          | Argentina             | Luna Park                      | –                     | –                     |                       |
| 11 de dezembro de 2010         | Madri                 | Espanha               | Palacio Municipal de Congresos | –                     | –                     |                       |
| 17 de dezembro de 2010         | Bucareste             | Romênia               | Arenele Romane                 | –                     | –                     |                       |
| 19 de dezembro de 2010         | Zagreb                | Croácia               | Aquarius Club                  | –                     | –                     |                       |
| 20 de dezembro de 2010         | Belgrado              | Sérvia                | Beogradska Arena               | –                     | –                     |                       |
| 22 de janeiro de 2011          | San Cristóbal         | Venezuela             | Plaza de Toros                 | –                     | –                     |                       |
| 2 de março de 2011             | Veracruz              | México                | Auditorio Benito Juarez        | –                     | –                     |                       |
| 7 de março de 2011             | Ambato                | Equador               | N-Vidia Club                   | –                     | –                     |                       |
| Go Any Go                      |                       |                       |                                |                       |                       |                       |
| 26 de março de 2011            | São Paulo             | Brasil                | Via Funchal                    | –                     | –                     |                       |
| 27 de março de 2011            | Rio de Janeiro        | Brasil                | Vivo Rio                       | –                     | –                     |                       |
| 24 de abril de 2011            | Querétaro             | México                | Teatro del Pueblo              | –                     | –                     |                       |
| Total                          | Total                 | Total                 | Total                          | 33,405 / 34,100       | $801,260              |                       |

### Cancelamentos
| Data                   | Cidade             | Local              | Motivo                           |
| ---------------------- | ------------------ | ------------------ | -------------------------------- |
| 4 de dezembro de 2009  | Assunção, Paraguai | Club Sol de Aerica | —                                |
| 18 de junho de 2010    | Caracas, Venezuela | Centro Sambil      | Problemas com o contratante      |
| 14 de dezembro de 2010 | Varsóvia, Polônia  | —                  | Problemas no passaporte da banda |

## Créditos
A banda musical foi realizada pelo grupo mexicano Matute, além do mais, é a banda que acompanha a cantora durante a turnê.
| Banda - Jorge D'Alessio – Direção musical, teclado - Yvonne "Tana" Planter – Vocalista, Coro - Jean Paul Bideau – Guitarra elétrica - Ignacio "Nacho" Izeta – Guitarra elétrica, Vocalista - Pepe Sánchez – teclado - Irving Regalado – bateria - Luis Irving Regalado – Bateria - Paco "El Oso" Morales – Baixo | Balé - Alex – Bailarino - Charlize – Bailarino - Christian Di Carlo – Coregrafo e Bailarino - Gaby – Bailarino - Megan – Bailarino - Silvia – Bailarino |